# Specimensedel
En specimensedel är något centralbanker använder för att illustrera hur en sedel ser ut eller ska komma att se ut. För att undvika penningförfalskning är sedeln makulerad och har ett serienummer som uteslutande består av ett antal nollor, eller ordet "SPECIMEN" tryckt över hela sedeln.